# 加藤拓也 (作家)
加藤 拓也（かとう たくや、1993年12月26日 - ）は、日本の劇作家、演出家、映像作家。

## 来歴
興國高校在学中からラジオ、演劇、テレビ番組の演出を手掛ける。18歳の時に渡伊し、映像作家として活動。帰国後に自身が代表を務める「わをん企画」「劇団た組」を立ち上げる。
シアタートラムで上演した『壁蝨』で若手演出家コンクール2017にて優秀賞を受賞するものの最終決戦上演参加を辞退した。
2018年にフジテレビ『平成物語』でドラマ初脚本。日本テレビ『部活、好きじゃなきゃダメですか?』で連ドラ初脚本。同年、最年少で日本映画専門チャンネル開局20周年ステーションIDを監督。ドラマ初脚本となる『平成物語』で第7回市川森一脚本賞にノミネート。2019年に日本テレビ『俺のスカート、どこ行った？』で初のゴールデン帯脚本を全話担当。2022年、NHK『きれいのくに』で第10回市川森一脚本賞受賞。
2022年公開の映画『わたし達はおとな』で長編映画監督・脚本デビュー。
2023年、第30回読売演劇大賞演出家部門で優秀演出家賞を受賞。同年、戯曲『ドードーが落下する』で第67回岸田國士戯曲賞を受賞。同年、映画『ほつれる』が初の日仏合作映画となり、第45回ナント三大陸映画祭DISTRIBUTION SUPPORT AWARDを受賞。同年、Forbes JAPAN 30 UNDER 30 2023を受賞。また『綿子はもつれる』が台湾で上演され、初の海外公演となった。
2024年、ロンドンのオフウエストエンドにあるCharing Cross Theatre で新作を書き下ろし、演出家として上演した。同年その様子が2年間の密着としてTBS「情熱大陸」で特集された。

## 受賞歴
- 若手演出家コンクール2017優秀賞[9]
- 第10回市川森一脚本賞（『きれいのくに』）[10]
- 第30回読売演劇大賞優秀演出家賞
- 第67回岸田國士戯曲賞（『ドードーが落下する』）[11]
- Forbes JAPAN 30 UNDER 30 2023
- 第45回ナント三大陸映画祭 DISTRIBUTION SUPPORT AWARD（『ほつれる』）
- 第45回ヨコハマ映画祭 森田芳光メモリアル 新人監督賞[12]
- 39 edició de CINEMA JOVE グランプリ　Premi Lluna de València(『ほつれる』[13])

## 作品

### 舞台

#### 演出
- 『弱者の吠えかた』2013年9月
- 『赤異本』2014年3月（原作：外薗昌也/竹書房ホラー出版）構成/演出
- 『母を亡くした時、僕は遺骨を食べたいと思った。』2015年6月（原作『母を亡くした時、僕は遺骨を食べたいと思った。』新潮社）[14]
- 『走馬灯株式会社』2016年3月
- 『元気が出る病院！』[15]2016年4月
- 『パーマネント野ばら』2017年6月（原作：西原理恵子『パーマネント野ばら』新潮文庫刊）[16]
- 『友達』2021年9月（作：安部公房）
- 『ザ・ウェルキン』2022年7月-8月（作：ルーシー・カークウッド）
- 『カラカラ天気と五人の紳士』於：シアタートラム、他岡山、大阪、福岡公演 2024年4月 - 5月（作：別役実）

#### 作・演出
- 『博士の愛した数式』2015年12月（原作：小川洋子『博士の愛した数式』）[17]
- 『いなくなれ、群青』2016年6月（原作：河野裕『いなくなれ、群青』（新潮文庫刊）[18]
- 『惡の華』2016年7月（原作：押見修造『惡の華』（講談社刊）[19]
- 『百瀬、こっちを向いて。』[20]2016年11月（原作：中田永一『百瀬、こっちを向いて。』）
- 『A、過程について。』2017年1月
- 『劇じゃない火星人のはなしのヤツ』2017年3月
- 『まゆをひそめて、僕を笑って』[21]於：横浜赤レンガ倉庫 1号館 3Fホール　2017年4月
- 『壁蝨』三越版　於：三越劇場　2017年8月
- 『壁蝨』トラム版　於：シアタートラム　2017年9月
- 『心臓が濡れる』[22]於：すみだパークスタジオ倉　2018年7月
- 『貴方なら生き残れるわ』於：彩の国さいたま芸術劇場　2018年11月
- 『在庫に限りはありますが』於：すみだパークスタジオ倉　2019年4月
- 『今日もわからないうちに』於：シアタートラム　2019年8月-9月
- 『誰にも知られず死ぬ朝』於：彩の国さいたま芸術劇場　2020年2月 - 3月
- 『真夏の死』於：日生劇場　2020年9月
- シス・カンパニー公演『たむらさん』2020年10月
- 『ぽに』於：KAAT神奈川芸術劇場 大スタジオ　2021年10月 - 11月
- 『もはやしずか』於：シアタートラム　2022年4月
- 『ドードーが落下する』KAAT神奈川芸術劇場 大スタジオ、他札幌、松本公演 2022年
- 『綿子はもつれる』東京芸術劇場シアターイースト、雲門劇場(台湾) 2023年

### 映画
- ショートムービー『あおいろなおし』（2018年）監督・脚本
- ショートムービー『想い出が悴んでて』（2018年）監督・脚本
- 東映 presents HKT48×48人の映画監督たち（2017年/朝長美桜担当[23]監督・脚本
- わたし達はおとな（2022年/日本）監督・脚本
- ほつれる(2023年/日本・フランス)監督・脚本

### テレビ
・情熱大陸(2024年11月3日O.A）

### テレビドラマ
- 平成物語（2018年3月24日 - 31日、フジテレビ）脚本[24]
- 部活、好きじゃなきゃダメですか?（2018年10月23日 - 12月25日、日本テレビ）脚本[25]
- 神酒クリニックで乾杯を 第4話（2019年2月9日、BSテレビ東京）脚本
- 平成物語 season2（2019年3月19日 - 23日、フジテレビ）脚本
- 不甲斐ないこの感性を愛してる（2019年4月1日、フジテレビ）監督・脚本
- 俺のスカート、どこ行った?（2019年4月20日 - 6月22日、日本テレビ）全話脚本
- カフカの東京絶望日記 第1話 - 第3話（2019年9月13日 - 27日、MBS）監督
- 死にたい夜にかぎって（2020年2月23日 - 、MBS・TBS系）全話脚本
- きれいのくに（2021年4月12日 - 、NHKよるドラ）脚本・監督
- 特集ドラマ ももさんと7人のパパゲーノ（2022年8月20日予定、NHK総合）脚本[26]
- 滅相も無い（2024年4月17日 - 6月5日、MBS・TBS系）脚本・監督

### 配信ドラマ
- 動画メディア「WATCHY」配信ドラマ 恋愛短編集『恋をたどる、』監督・脚本
- カフカの東京絶望日記 第1話(前編・後編)（2019年4月2日・9日配信開始、YouTube）監督

### ミュージックビデオ
- BRIAN SHINSEKAI「ルーシー・キャント・ダンス」（ビクターエンタテインメント[27]
- MAN WITH A MISSION「All You Need」
- the engy「Sugar & Cigarettes」

### 番組演出
- テレビ埼玉 『ホワッツニュー』プロデューサー/演出
- テレビ埼玉 『カワバカジマ』プロデューサー[28]
- テレビ埼玉『サタデージネット』プロデューサー
- スカパーch529『美メンズTV』プロデューサー/演出
- スカパーch529『ちょい悪。田中美麗』プロデューサー/演出

### PR
- 売野雅勇・作詞家活動35周年記念『天国より野蛮』